# Alan Davies (calciatore)
Alan Davies (Londra, 5 dicembre 1961 – penisola di Gower, 4 febbraio 1992) è stato un calciatore gallese, di ruolo centrocampista.

## Biografia
Morì suicida nel 1992 all'età di 30 anni per avvelenamento da monossido di carbonio.

## Carriera

### Club
Ha giocato 28 partite nella prima divisione inglese (7 con il Manchester Utd e 21, con anche una rete segnata, con il Newcastle Utd).
Ha segnato una rete nella Coppa delle Coppe 1983-1984 con il Manchester United, giocando poi ulteriori 2 partite nell'edizione 1991-1992 della medesima competizione con lo Swansea City.

### Nazionale
Tra il 1983 ed il 1990 ha giocato 13 partite in nazionale.

## Statistiche

### Cronologia presenze e reti in nazionale
| Cronologia completa delle presenze e delle reti in nazionale ― Galles | Cronologia completa delle presenze e delle reti in nazionale ― Galles | Cronologia completa delle presenze e delle reti in nazionale ― Galles | Cronologia completa delle presenze e delle reti in nazionale ― Galles | Cronologia completa delle presenze e delle reti in nazionale ― Galles | Cronologia completa delle presenze e delle reti in nazionale ― Galles | Cronologia completa delle presenze e delle reti in nazionale ― Galles | Cronologia completa delle presenze e delle reti in nazionale ― Galles |
| Data                                                                  | Città                                                                 | In casa                                                               | Risultato                                                             | Ospiti                                                                | Competizione                                                          | Reti                                                                  | Note                                                                  |
| --------------------------------------------------------------------- | --------------------------------------------------------------------- | --------------------------------------------------------------------- | --------------------------------------------------------------------- | --------------------------------------------------------------------- | --------------------------------------------------------------------- | --------------------------------------------------------------------- | --------------------------------------------------------------------- |
| 31-5-1983                                                             | Belfast                                                               | Irlanda del Nord                                                      | 0 – 1                                                                 | Galles                                                                | Torneo Interbritannico 1983                                           | -                                                                     |                                                                       |
| 12-6-1983                                                             | Cardiff                                                               | Galles                                                                | 1 – 1                                                                 | Brasile                                                               | Amichevole                                                            | -                                                                     |                                                                       |
| 2-5-1984                                                              | Wrexham                                                               | Galles                                                                | 1 – 0                                                                 | Inghilterra                                                           | Torneo Interbritannico 1984                                           | -                                                                     |                                                                       |
| 22-5-1984                                                             | Swansea                                                               | Galles                                                                | 1 – 1                                                                 | Irlanda del Nord                                                      | Torneo Interbritannico 1984                                           | -                                                                     |                                                                       |
| 12-9-1984                                                             | Reykjavík                                                             | Islanda                                                               | 1 – 0                                                                 | Galles                                                                | Qual. Mondiali 1986                                                   | -                                                                     | 60’                                                                   |
| 14-11-1984                                                            | Cardiff                                                               | Galles                                                                | 2 – 1                                                                 | Islanda                                                               | Qual. Mondiali 1986                                                   | -                                                                     |                                                                       |
| 26-2-1985                                                             | Wrexham                                                               | Galles                                                                | 1 – 1                                                                 | Norvegia                                                              | Amichevole                                                            | -                                                                     | 46’                                                                   |
| 16-10-1985                                                            | Cardiff                                                               | Galles                                                                | 0 – 3                                                                 | Ungheria                                                              | Amichevole                                                            | -                                                                     | 56’                                                                   |
| 1-6-1988                                                              | Attard                                                                | Malta                                                                 | 2 – 3                                                                 | Galles                                                                | Amichevole                                                            | -                                                                     |                                                                       |
| 4-6-1988                                                              | Brescia                                                               | Italia                                                                | 0 – 1                                                                 | Galles                                                                | Amichevole                                                            | -                                                                     |                                                                       |
| 14-9-1988                                                             | Amsterdam                                                             | Paesi Bassi                                                           | 1 – 0                                                                 | Galles                                                                | Qual. Mondiali 1990                                                   | -                                                                     |                                                                       |
| 6-9-1989                                                              | Helsinki                                                              | Finlandia                                                             | 1 – 0                                                                 | Galles                                                                | Qual. Mondiali 1990                                                   | -                                                                     |                                                                       |
| 28-3-1990                                                             | Dublino                                                               | Irlanda                                                               | 1 – 0                                                                 | Galles                                                                | Amichevole                                                            | -                                                                     |                                                                       |
| Totale                                                                |                                                                       | Presenze                                                              | 13                                                                    |                                                                       | Reti                                                                  | 0                                                                     |                                                                       |

## Palmarès

### Club

#### Competizioni nazionali
- Coppa d'Inghilterra: 2

Manchester United: 1982-1983, 1984-1985
- Community Shield: 1

Manchester United: 1983
- Coppa del Galles: 2

Swansea City: 1988-1989, 1990-1991